# Madzsar Gusztáv
Madzsar Gusztáv (Szatmárnémeti, 1864. március 26. – Budapest, Józsefváros, 1934. november 8.) főgimnáziumi tanár, irodalomtörténész.

## Élete
Madzsar János főgimnáziumi tanár és Unger Mária fia. Szülővárosában végezte 1881-ben a királyi katolikus főgimnáziumot. 1881-től 1886-ig mint orvosnövendék és bölcselethallgató a budapesti egyetemen tanult. 1888-ban polgári iskolai, 1895-ben középiskolai tanári oklevelet szerzett. A makói állami főgimnáziumban a magyar-német nyelv és irodalom rendes tanára volt, 1903-tól pedig ugyanannak az intézménynek az igazgatója lett. Később a Budapest vidéki tankerület főigazgatójává választották. Ő indította útjára 1910-ben az Irodalmi Segédkönyvek című sorozatot. Publikált angol, finn, francia és orosz műfordításokat is. Felesége Graner Ilona volt.
Cikkei a Fővárosi Lapokban (könyvismertetések); a Makói Hírlapban (1889. Széchy Mária az elbeszélő költészetben, 1894. A két szomszédvár); a Magyar Paedagogiában (1896–97. könyvism.); a Marosban (1897. Baumbach Rudolfról); a makói állami főgimnázium Értesítőjében (1898. A német nyelv tanítása a gymnasium III. és IV. osztályában, A magyar nyelv tanítása a gymansium III. osztályában, ismertetése 1899. Egyetemes Philologiai Közlöny és Magyar Paedagogia, 1899. A statisztika tanítása a gymnasium IV. osztályában); a makói polgári fiúiskola Értesítőjében (1899. Kölcsey a tragikumról); költeményeket és műfordításokat közölt a Vasárnapi Ujság, Egyetemes Philologiai Közlöny, Szegedi Napló, Szegedi Hiradó, Aradi Közlöny, Arad és Vidéke című lapokban stb. Szerkesztette a Nagyvilágból című regénygyűjteményt Makón 1898-tól.

## Munkái

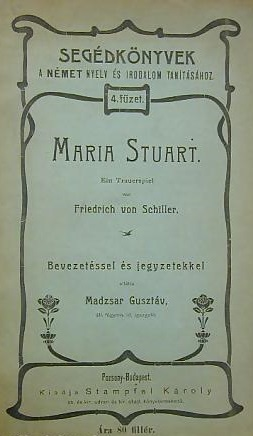
Friedrich von Schiller: Maria Stuart, Madzsar Gusztáv bevezetésével

- Elbeszélések. Budapest, 1890. (Rudnyai Kálmán névvel.)
- Nevelőben. Regény. Budapest, 1893. (Ismertetése Fővárosi Lapok 1893. március 22. 81. szám)
- A magyar népköltés versalakjai. Budapest, 1895. (Ismertetése Egyetemes Philologiai Közlöny, 1896.)
- Letűnt idők. Budapest, 1931.

### Műfordításai
- Päivärinta. Finn elbeszélések. Budapest, 1892.
- Anton von Perfall: Zátonyok. Fordítása. Budapest, 1893. (2. kiadás. Makó, 1899.)
- Aho: A kinek nyugta nincs. Fordítása. Budapest, 1898.
- Kipling: A fekete bárány. Ford. Budapest, 1898.
- Potapenko, N. I.: A kiválasztott. Regény ford. oroszból. Budapest, 1899. (Két kötet. Athenaeum Olvasótára.)
- Potapenko, N. I.: Életbölcsesség. Regény, ford. oroszból. Ugyanott, 1899. Két kötet.
- Erckmann-Chatrian: Fricipajtás. Regény, franciából ford. Budapest, 1899. Két kötet.
- Mark Twain: Az ellopott fehér elefánt. Ford. Budapest, 1899.
- Charles Dickens: A kosztos ház. Ford. Budapest, 1899.
- Lermina V. A., Ford. Budapest, 1899.